# Cratere Parkhurst
Parkhurst è un cratere lunare di 93,08 km situato nella parte sud-occidentale della faccia nascosta della Luna.